# بان هیو جونگ
بان هیو جونگ (کره‌ای: 반효정؛ زادهٔ بان مان هی (반만희) در ۲۷ نوامبر ۱۹۴۲) بازیگر اهل کره جنوبی است. او حرفه بازیگری خود را در سال ۱۹۶۴ با یک بیت پارت در فیلم شین سانگ اوک به نام برنج آغاز کرد و سپس در مجموعه‌های تلویزیونی مختلفی ایفای نقش کرد. از جمله آثاری که در آنها ایفای نقش کرده می‌توان به میراث درخشان، شاهزاده زیرشیروانی، دخترم سویونگ، اوه ونوس من، کفش‌های قرمز و دشمن عزیز من اشاره کرد.